# Список произведений Евгения Глебова
Здесь приведен список основных сочинений белорусского композитора Евгения Александровича Глебова.

## Основные сочинения

### Оперы
- «Твоя весна». 1963 год. Лирико-комическая опера в 3-х действиях. Либретто Николая Алтухова. На сцене театра поставлена не была. Записан монтаж оперы для исполнения по радио (1964). Дирижёр Борис Райский, хормейстер Илья Клионский.
- «Мастер и Маргарита». По одноимённому роману Михаила Булгакова. Либретто Ларисы и Евгения Глебова. Поставлена Государственным академическим Большим театром оперы и балета Республики Беларусь в 1992 году. Евгений Глебов хотел написать оперу ещё в 1975 году, когда этот роман появился в журнале «Москва», но разрешение на написание не смог получить.

### Оперетты
- «Притча о наследниках, или Репортаж из преисподней». Либретто П. Хорькова. Поставлена Государственным театром музыкальной комедии БССР в 1970 году.
- «Миллионерша». 1986 год. По одноимённой пьесе Бернарда Шоу. Либретто В. Ивановой. Поставлена Московским театром оперетты в 1986 году, Государственным театром музыкальной комедии БССР в 1987 году, Кемеровским театром музыкальной комедии в 1987 году, Ташкентским театром музыкальной комедии в 1989 году.
- «Колизей». 1993 год. Либретто Н. Матуковского, стихи Л. Вольского.

### Балеты
- «Мечта». 1961 год. Балет в 3-х действиях 9-ти картинах с прологом. Либретто Евгения Романовича. Поставлен Белорусским государственным театром оперы и балета. Премьера — 7 октября 1961 года в Минске. Дирижёр Лев Любимов, балетмейстер-постановщик А. Андреев, художник Евгений Чемодуров.
- «Белорусская партизанская». Одноактовый балет. Либретто А. Апанасенко. Поставлен в 1965 году Государственным ансамблем танца БССР. Дирижёр Г. Оловников, балетмейстер-постановщик А. Апанасенко.
- «Альпийская баллада». 1966 год. Одноактовый балет в 3-х частях. Либретто Раисы Череховской по мотивам одноимённой повести Василия Быкова. Поначалу Василь Быков не соглашался на предложения создать балет по мотивам его повести, пока Раиса Череховская лично не приехала к нему в гостиницу и не уговорила. Позже Быков был очень доволен балетом, а Евгений Глебов стал одним из его друзей[1]. Поставлен Белорусским государственным театром оперы и балета. Премьера состоялась в Минске 7 июля 1967 года. Дирижёр Газиз Дугашев, балетмейстер-постановщик Отар Дадишкилиани, художник Евгений Чемодуров. 16 ноября 1972 года балет поставлен Челябинским государственным театром оперы и балета. Дирижёр В. Свойский, балетмейстер-постановщик Отар Дадишкилиани, художник Евгений Чемодуров. В 1968 году музыка балета удостоена второй премии и звания лауреата (первая премия не присуждалась) Всесоюзного конкурса на создание новых музыкальных спектаклей в ознаменование 50-летия Октябрьской революдции 1917 года.

- «Избранница»[2]. 1969 год. Балет в 3-х действиях. Либретто А. Вертинского и О. Дадишкилиани по мотивам поэт Янки Купалы «Магіла льва», «Сон на кургане», «Драматическая поэма», «Курган». Поставлен Белорусским государственным театром оперы и балета. Премьера состоялась в Минске 28 мая 1969 года. Дирижёр Т. Коломийцева, балетмейстер-постановщик О. Дадишкилиани, художник Е. Чемодуров. В 1970 году музыка балета удостоена Государственной премии БССР. 20 июня 1970 года балет был поставлен Новосибирским государственным театром оперы и балета. Дирижёр Г. Орлов, балетмейстер-постановщик О. Дадишкилиани, художник А. Морозов. На Всесоюзном конкурсе в ознаменование 100-летия со дня рождения В. И. Ленина музыка балета удостоена почетного диплома.
- «Тиль Уленшпигель». Балет в 3-х действиях с прологом. Либретто О. Дадишкилиани по мотивам романа Ш. де Костера «Легенда о Тиле Уленшпигеле и Ламме Гудзаке». Поставлен Белорусским государственным театром оперы и балета в Минске 29 декабря 1974 года. Дирижёр Т. Коломийцева, балетмейстер-постановщик О. Дадишкилиани, художник В. Левенталь. 26 апреля 1975 года балет был поставлен Львовским государственным театром оперы и балета. Дирижёр С. Арбит, балетмейстер-постановщик В. Бутримович, художник Н. Бевзенко-Занкина. В 1976 году вышла вторая редакция балет — «Легенда о Тиле Уленшпигеле». Принята к постановке Ленинградским театром оперы и балета имени С. Кирова. Дирижёр Е. Федотов, балетмейстер-постановщик В. Елизарьев, художник Е. Лысик. В 2004 г. В. Елизарьев вновь обратился к «Легенде об Уленшпигеле», осуществив в Минске постановку своей третьей редакции балета (возобновлена сценография Е. Лысика). 5 апреля 2010 г. в рамках открытия Года культуры Беларуси в Российской Федерации был показан на сцене Большого театра России.
- «Маленький принц». 1981 год. Либретто Л. Глебовой. Поставлен Театром финской национальной оперы в 1982 году, Большим театром Союза ССР в 1983 году[3], Театром оперы и балета Нижнего Новгорода в 1983 году, Самарским театром оперы и балета в 1990 году. Адажио к балету было переложено для большого количества инструментов как соло, так и для разных составов оркестра. Французский композитор Мишель Легран сделал свое переложение этого адажио и исполняет его с Лондонским биг-бендом.
- «Курган». 1982 год. По одноимённой поэме Я. Купалы. Либретто Г. Майорова и А. Вертинского. Поставлен Белорусским театром оперы и балета в 1982 году. Вторая редакция балета «Избранница», которую Евгений Глебов посвятил 100-летию со дня рождения Янки Купалы.

### Оратории
- «Колокола» в трёх частях (Колокола, Боль утрат, Святое). Слова Н. Алтухова и В. Орлова. 1967 год.
- «Пяцьдзесят год». Слова П. Макаля. 1967 год.
- «Свяці, зара» в пяти новеллах («Высокае неба, далёкія зоры» — слова А. Астрейко и П. Бровки; «Радзіма» — слова Н. Хведоровича; «Калі гляджу на роднае аблічча» — слова А. Звонака; «Юное наше племя» — слова А. Вольского; «Свяці, зара» — слова М. Танка). 1970 год. Удостоена Государственной премии БССР в том же году.
- «Мы славим Родину свою» (посвящена 30-летию освобождения Белоруссии от нацистской Германии). Слова П. Макаля. 1979 год.
- «Приглашение в страну детства». 1974 год. Слова П. Макаля. 1974 год.
- «Славься, Октябрь». Слова П. Харкова. 1977 год.
- «Твой день рождения». Слова П. Макаля. 1977 год.
- «Светло надежд земли». Слова П. Макаля. 1977 год.
- «Родина — зов вершины». Слова П. Макаля. 1979 год.

### Кантаты
- «За праўду ўстанем». 1956 год. Слова Л. Украинки.
- «Коммунисты ведут». 1959 год. Слова Н. Алтухова.
- «Ад вышыні да вышыні». 1976 год. Посвящена XXV съезду КПСС. Слова П. Макаля.

### Симфонические вокально-хореографические действа
- «Посвящается 100-летию со дня рождения В. И. Ленина». 1970 год. Слова П. Макаля.
- «Посвящается 55-летию Октябрьской революции». 1972 год). Слова П. Макаля.

### Симфонии
- Первая («Партизанская») в пяти частях. 1958 год. Данную симфонию Евгению Глебову помог написать его друг-бывший партизан Анатолий Осипович Колоденок. Он много рассказывал Глебову о партизанах, напевал ему некоторые запомнившиеся партизанские песни.
- Вторая («Молодёжная») в 3-х частях. 1963 год.
- Третья для оркестра и солирующего фортепиано в 3-х частях. 1964 год.
- Четвёртая для камерного оркестра в 4-х частях. 1968 год. Единственное трагическое произведение Евгения Глебова[4]:

Только Четвёртая симфония для камерного оркестра получилась почти что трагической. Симфония про судьбу художника. В конце произведения звучание музыки напоминает комы земли, которую кидают на крышку гроба. Многие спрашивали, почему так мрачно. «Так ведь это про войну», — нашёлся Глебов. «Ну, тогда понятно. Поздравляем». Но это произведение — исключение из правил, вообще, он любил светло.
Оригинальный текст (бел.)Толькі Чацвёртая сімфонія, напісаная для камернага аркестра, атрымалася амаль што трагічнай. Сімфонія пра лёс мастака. У канцы твора гучанне музыкі нагадвае камы зямлі, якія кідаюць на вечка труны. Многія пыталіся, чаму так змрочна. «Дык гэта ж пра вайну», — знайшоўся Глебаў. «Ну, тады зразумела. Віншуем». Але гэты твор — выключэнне з правіл, увогуле, ён любіў святло.

- «Альпийская симфония-баллада». 1967 год.
- Пятая («К миру»). 1983 год.
- Шестая для меццо-сопрано и оркестра (вокализ, 1992 год).

### Сюиты
- Детская сюита для оркестра белорусских народных инструментов. 1954 год.
- «Полесская сюита» (Дудари, Баллада, Галоп, Вечерний пейзаж, Танец, 1964).
- две сюиты из балета «Мечта»:
  - первая (Пролог, Танец «Бульба», Большое адажио, Финал второго акта, Космический танец, Маленькое адажио, Кода, Апофеоз, 1961);
  - вторая (Вальс, Колыбельная, Хабанера, Румба, 1961).
- три сюиты из балета «Избранница»:
  - первая в пяти частях;
  - вторая (Вступление, Танец рубинов, Восточный танец, Сомнамбулический танец, Танец карликов);
  - третья (1969).
- три сюиты из балета «Тиль Улешпигель»:
  - первая (Рождение Тиля, Рождение Филиппа, Фландрия, Танец Тиля, Неле, Сарабанда, Жига, Казнь);
  - вторая (Праздник святого Мартина, Таверна, Седмерица);
  - третья (Филипп, Месть Рыбнику, Гезы, Эшафот, Финал, 1973—1974).

### Поэмы
- Поэма-легенда «Машеко». 1955 год. По мотивам поэмы Я. Купалы «Могила льва».
- Хореографическая поэма (1963).
- «Юность» (1966).
- «Весенняя картинка» (1962).
- «Воспоминание о Тиле» (1976).
- «Праздничная поэма» (1977).
- «Сказка» (1979).
- Увертюра-поэма для белорусского народного оркестра. 1980 год.

### Рапсодии
- «Белорусская рапсодия». 1987 год.

### Увертюры
- «Юбилейная увертюра» (1955).
- «Праздничная увертюра» (1959).
- «Торжественная увертюра» (1961).
- Увертюра для духового оркестра (1992).

### Фантазии
- Фантазия для фортепиано с оркестром (1951).
- Фантазия на две белорусские народные темы для оркестра белорусских народных инструментов (1953).
- Фантазия для баяна. 1955 год.
- Фантазия для эстрадного оркестра на тему белорусской народной песни «Перепелочка».

### Рондо
- Рондо для скрипки с оркестром (1952).

### Концерты
- Концерт для голоса с оркестром. 1965 год. Слова С. Евсеевой.
- Концерт «Покліч» для оркестра. 1988 год.
- Концерт для виолончели с оркестром. 1990 год.
- Концерт для скрипки с оркестром. 1995 год.

### Концертино
- Концертино для цимбал с оркестром. 1954 год.

### Баллады
- Три баллады для голоса с оркестром (слова Н. Алтухова, 1958):
  - «Лесной ручей»;
  - «Осень»;
  - «Зеленый патриарх».
- «Лесные рисунки». Для голоса с сопровождением. Слова Н. Алтухова.

### Марши
- «Фестивальный марш». 1957 год. Для духового оркестра.
- «Юбилейный марш». 1977 год. Для духового оркестра.
- «Концертный марш». 1982 год. Для духового оркестра.
- «Олимпийский марш». Для эстрадного оркестра.

### Оды
- «Торжественная ода» (в соавторстве с Радионом Глебовым, 1992 год).

### Хореографические новеллы
- «Хиросима». Либретто О. Дадишкилиани. 1965 год.
- «Блюз». Либретто О. Дадишкилиани. 1965 год.
- «Фронт». Либретто О. Дадишкилиани. 1965 год.
- «Доллар». Либретто О. Дадишкилиани. 1965 год.
- «Испанский танец». Либретто О. Дадишкилиани. 1965 год.
- «Мушкетеры». Либретто О. Дадишкилиани. 1965 год.
- «Сувениры». Либретто О. Дадишкилиани. 1965 год.
- «Комическая новелла». Либретто Г. Майорова. 1979 год.

### Интермеццо
- Интермеццо для эстрадного оркестра на тему белорусской народной песни «Я табун сцерагу».
- Интермеццо для кларнета с оркестром.
- Интермеццо для эстрадного оркестра.

### Пьесы
- «Твоя усмешка».
- «Все начинается с весны».
- «Золотая осень» для эстрадного оркестра.
- «Нам по восемнадцать».
- «Позывные весны».
- «Марш работы».
- «Встреча».
- «Мелодия».
- «Ночной дилижанс» для эстрадного оркестра.
- «Шутливая серенада».
- «Баллада о тревожном мире».
- «Свободная птица».
- Концертная пьеса для эстрадного оркестра.
- Три пьесы для фортепиано для молодёжи.
- Три пьесы для фортепиано. 1966 год.
- Четыре пьесы для фортепиано. 1971 год.
- Две пьесы для фортепиано. 1992 год.
- Четыре пьесы (Интродукция, Таката, Колыханка, Тарантелла) для скрипки и фортепиано. 1969 год.
- Три пьесы для цимбал. 1982 год.

### Танцы
- «Первый вальс» для фортепиано. 1948 год.
- Концертный вальс для эстрадного оркестра.
- Вальс для эстрадного оркестра.
- «Маленький вальс» для трубы и фортепиано. 1984 год.
- Лирический танец для эстрадного оркестра.
- Танец для эстрадного оркестра.
- Сатиристический танец для эстрадного оркестра.
- «Фантастические танцы» (1957) для фортепиано.
- Танец из «Полесской сюиты» для скрипки и фортепиано (1972).
- «Веселый танец» для скрипки и фортепиано (1992).
- Полька для эстрадного оркестра.

### Юморески
- Юмореска для эстрадного оркестра.
- Юмореска для балалайки с оркестром.

### Вокальная музыка
Для хора без сопровождения: 1) «Лорелея» (слова Г. Гейне); 2) «Послание к Бестужеву» (слова К. Рылеева); 3) «Ой, не гніце, ветры, вербы над ракою» (слова М. Танка).
Для хора с сопровождением: 1) «Фестивальная» (слова Э. Огнецвет); 2) «Жить!» (слова Н. Алтухова); 3) «Походная песня» (слова Н. Алтухова); 4) «Майский вальс» (слова С. Алымова); 5) «Простые люди, за мир!» (слова А. Астрейки); 6) «Песня о мире» (слова И. Муравейки); 7) «Не кукуй, кукушечка» (слова народные); 8) «В садике» (слова народные).
Для голоса с сопровождением: 1) «Васілёчкі»; 2) «Перапёлка»; 3) «Песня»; 4) «Сумная песня»; 5) «Паходная»; 6) «Хорошо прозрачной теплой ночью мая» (слова М. Богдановича); 7) «Приближение грозы»; 8) «Все думается мне»; 9) «Осень» (слова М. Грибачева); 10) «Вечер в июне»; 11) «Я не поэт» (слова Д. Давыдова); 12) «Шумлівае мора» (слова А. Деружинского); 13) «Ты не пой, соловей» (слова М. Кольцова); 14) «Любимый мой» (слова В. Короткевича); 15) «И так легко, легко»; 16) «Благодарность»; 17) «Любил и я в былые годы» (слова М. Лермонтова); 18) «Мы встретились с тобой» (слова А. Сафронова); 19) «Нарач» (слова М. Танка); 20) «Ария весны» (слова С. Евсеевой).
Песни: 1) «Канькі-жартаўнікі»; 2) «На полі хакейным»; 3) «Слава пра юнага героя»; 4) «З табою, кніга добрая»; 5) «Мы сустрэнемся ў Маскве» (слова Э. Огнецвет); 6) «Не скажу никому»; 7) «Рабочее утро»; 8) «Пионерская космическая»; 9) «Вокруг да около»; 10) «Вясёлая песенька»; 11) «Звенят коньки»; 12) «Весна смеется»; 13) «Дабранач»; 14) «Перапёлачка»; 15) «Грустная песенка»; 16) «Наш горад малады»; 17) «Счастливая звезда» (слова Н. Алтухова); 18) «Парус»; 19) «Я не богат»; 20) «Песня ткачих» (слова Б. Окуджавы); 21) «Знать бы все на свете»; 22) «Зачарованная весна»; 23) «Пионерская туристская»; 24) «На рассвете»; 25) «Шуточная серенада»; 26) «Город друзей»; 27) «Песня о Софии»; 28) «Песня о журналистах»; 29) «Дом мой — столица»; 30) «Колыбельная» (слова В. Гина); 31) «Солнце земли»; 32) «Ночной дилижанс»; 33) «Летняя гроза»; 34) «В ритме солнца» (слова Г. Бородулина); 35) «Когда возьмет тоска»; 36) «Помни, любимая» (слова Г. Бородулина); 37) «Я удзячны лёсу»; 38) «Балада памяці»; 39) «Мне с тобой бы лучше разминуться» (слова Г. Буравкина); 40) «Прыходзяць з памяці равеснікі» (слова А. Вертинского и П. Макаля); 41) «Будзем гатовы»; 42) «Канікулы зімовыя»; 43) «Летняя песенька»; 44) «Піянерскі марш» (слова А. Вольского); 45) «Братские могилы»; 46) «Холода» (слова В. Высоцкого); 47) «Адрес моей любви» (слова Р. Гамзатова); 48) «Санет памяці» (слова Н. Гилевича); 49) «Пробуждение»; 50) «Мне тебя подарила весна»; 51) «Жыве Беларусь» (слова С. Довидовича); 52) «Песня о любви» (слова Я. Далматовского); 53) «Краснознаменный округ Белорусский» (слова А. Копилова); 54) «Далі клічуць нас»; 55) «Самая лепшая»; 56) «Хаджу сунічнымі барамі» (слова В. Коризны); 57) «Не магу развітацца з вясною» (слова В. Колесникова); 58) «Поклон земной вам, ветераны!»; 59) «Каралеваю золушка стане»; 60) «Лірычны ўспамін»; 61) «Ляці, наша мара»; 62) «Пад небам адкрытым»; 63) «За бацькамі — сыны»; 64) «Кораблик»; 65) «Старая скрипка»; 66) «Сняжынка»; 67) «Балада»; 68) «Облака над землей»; 69) «Подорожник»; 70) «Уходит лето»; 71) «Я иду по ковру»; 72) «Я живу в заповедном краю»; 73) «Ручай»; 74) «Дожджык»; 75) «Лыжная прагулка» (слова Н. Хведоровича); 76) «Ходзіць коцік па палях»; 77) «Туристическая песня» (слова С. Евсеевой).

### Прикладная музыка
Для спектаклей
| - «Адчыніце, казляняткі». - «Бітва ў космасе». - «По велению сердца». - «Время любви и ненависти». - «Цудоўная дудка». - «Димка-невидимка». - «Юныя мсціўцы». - «Дай вады, калодзеж». - «Двадцать лет спустя». | - «За лясамі дрымучымі». - «Иркутская история». - «Квартэт Алямбар». - «Восем лялек і мядзведзік». - «Клоп». - «Красные дьяволята». - «Красная шапочка». - «Медовое королевство». - «На ўсіх адна бяда». | - «Оловянные кольца». - «Остров сокровищ». - «День нашего рождения». - «Подвиг становится известным». - «Приключения Чиполлино». - «Серебряная табакерка». - «Паркалёвы баль». - «Сказка о наливном яблочке и серебряном блюдечке». - «На граніцы». | - «Сказочный домик». - «Три мушкетера». - «Хозяин-слуга». - «Юность отцов». - «Зорка Венера». - «Юность рыцаря». - «Мастера». |

Для теле- и кинофильмов
| - Композитор Глебов. - Слова аб рэспубліцы маёй. - Первые испытания (1960). - Мост (1962). - Маленькие мечтатели (1962). - Третья ракета (1963). | - Песня вяла і грэла (1964). - Любимая (1965). - Саша-Сашенька (1966). - Я родом из детства (1966). - Остальные семнадцать (1966). - Запомним этот день (1967). - Казнен в 41-м (1968). - Стрекозиные крылья (1968). - Родом отсюда (короткометражный) (1969). - Красный агитатор Трофим Глушков (1969). | - Весенняя сказка (1971). - После ярмарки (1972). - Последнее лето детства (1974). - Венок сонетов (1976). - Три весёлых смены (1977). - Прошлогодняя кадриль (1978). - Дикая охота короля Стаха (1979). | - Звон уходящего лета (1979). - Амнистия (1981). - Личные счеты (1982). - А также цирк (документальный) (1983). - Смотрины (короткометражный) (1984). - Тётя Маруся (1985). - И мы перевернем Россию!. Ульянов (документальный) (1986). - Наследники Макара Марковца (1987). - Хэппи энд (романс «Ночной дилижанс» на стихи Владимира Орлова) 1991. - Армия спасения (2000). |

Для мультфильмов
- Дудка-веселушка (19780
- Нестерка (1980)
- Куда пропала луна? (1982)
- Дед и журавль (1983)
- Ладья отчаянья (1987)